# Neoserica spinicrus
Neoserica spinicrus är en skalbaggsart som beskrevs av Frey 1972. Neoserica spinicrus ingår i släktet Neoserica och familjen Melolonthidae. Inga underarter finns listade i Catalogue of Life.